# Popelka (film, 1950)
Popelka (v anglickém originále Cinderella) je americký animovaný film z dílny Walta Disneye. Natočili jej roku 1950 režiséři Clyd Geroni, Wilfred Jackson a Hamilton Luske. Námět pochází z novely Popelka spisovatele Charlese Perraulta. Jedná se o v pořadí 12. snímek z tzv. animované klasiky Walta Disneye.
Příběh chudé dívky, která se přes noc stává princovou vyvolenou. Na hudbě k filmu se podíleli sir Mack David, Jerry Livingston, a Al Hoffman. Snímek byl tehdy nominován na Oscara ve třech kategoriích: za nejlepší píseň (Bibbidi-Bobbidi-Boo), nejlepší soundtrack a nejlepší zvuk. Kromě toho získala po celém světě velkou řadu ocenění (jen pro ilustraci uveďme Zlatý medvěd, Berlínský mezinárodní filmový festival, 1951 či Cinemonde Et Les Film Francais, 1950 a mnohá další). V roce 2005 Disney v zrestaurované podobě na Disney DVD a VHS dokonce ve speciální verzi. V roce 2008 ho Americký filmový institut zařadil mezi 10 nejlepších animovaných filmů na světě.
Hlasy postaviček v originále namluvili herci jako Ilene Woods, Eleanor Audley, Verna Felton, Rhoda Williams, James MacDonald, Luis Van Rooten, Don Barclay, Mike Douglas, a Lucille Bliss. Písně ve filmu jsou "A Dream Is Wish Your Heart Makes", "Bibbidi-Bobbidi-Boo", "So This Is Love", "Sing Sweet Nightingale", "The Work Song", a "Popelka." Na film pak navazuje film Popelka 2: Splněný sen a Popelka 3.

## České znění
1970
- Klára Jerneková - Popelka (dialogy)
- Marie Sikulová - Popelka (zpěv)
- Eduard Cupák - princ (dialogy)
- Karel Hála - princ (zpěv)
- Marie Vášová - Macecha
- Jana Drbohlavová - Anastazie
- Libuše Švormová - Grizella (dialogy)
- Indra Vostrá - Grizella (zpěv)
- Hana Talpová - kouzelná kmotřička
- Soběslav Sejk - král
- Stanislav Fišer - komoří
- Ladislav Krečmer - Gus
- Jiří Šašek - Jaq
- Lucie Polívková - Luke
- Jana Andresíková - Suzy (dialogy)
- Věra Nerušilová - Suzy (zpěv)

2005
- Tereza Chudobová - Popelka (dialogy)
- Štěpánka Heřmánková - Popelka (zpěv)
- Jaroslava Obermaierová - Macecha
- Vladimír Brabec - Král
- Hana Talpová - Víla kmotřička
- Martin Preiss - Princ (dialogy)
- Jan Ježek - Princ (zpěv)
- Jiří Prager - Vévoda
- Sabina Laurinová - Anastázie
- Jana Páleníčková - Grizella
- Tomáš Juřička - Gus
- Tomáš Trapl - Jaques

A: Svatava Černá, Ivana Heřmánková, Richard Horký, Jiří Hruška, Stanislav Lehký, Marie Matějková, Jan Maxián, Klára Sedláčková, Eva Spoustová, Martin Šebestík, Marie Šmaterová, Miluše Šplechtová, Roman Vocel, Jana Zenáhlíková.